# Vaccinium pseudorobustum
Vaccinium pseudorobustum är en ljungväxtart som beskrevs av Hermann Sleumer. Vaccinium pseudorobustum ingår i Blåbärssläktet, och familjen ljungväxter. Inga underarter finns listade i Catalogue of Life.